# 羅茲托基 (拉希夫區)
48°4′13″N 24°18′26″E / 48.07028°N 24.30722°E
羅茲托基（烏克蘭語：Розтоки）是位於烏克蘭西部外喀爾巴阡州的拉希夫區的村莊，始建於1947年，面積2.05平方公里，海拔高度776米，人口2,500。